# Eugene Lee Yang
Eugene Lee Yang (nacido el 18 de enero de 1986) es un cineasta, actor, autor y celebridad de Internet estadounidense conocido por su trabajo con BuzzFeed (2013-2018) y por ser miembro del grupo de YouTube The Try Guys (2014-2024). Yang también es conocido por su trabajo con varias organizaciones benéficas de defensa de los derechos humanos y LGBTQ+ como The Trevor Project. Yang protagonizó Nimona, con la voz de Ambrosius Goldenloin.

## Primeros años y educación
Yang, el único hijo de los inmigrantes surcoreanos Min-yeong Lee (en coreano: 이민영) y Jae-hong Yang (en coreano: 양재홍), nació y creció en Pflugerville, Texas. Descubrió que tenía ascendencia china y japonesa además de sus raíces principalmente coreanas después de hacerse una prueba de ADN de 23andMe. Él tiene dos hermanas. Al crecer en Pflugerville, la familia de Yang era una de las pocas estadounidenses de origen asiático en su comunidad. Luchó con problemas de imagen corporal y baja autoestima ya que, en sus propias palabras, nadie se parecía a él y sufrió acoso debido a su apariencia.
Al principio, perdió su acento tejano por la insistencia de su hermana, quien le dijo que podría enfrentar dificultades para ingresar a las escuelas de la Ivy League. Inicialmente, se mostró escéptico al entrar en películas, y explicó que sus dudas sobre obtener la aceptación general se derivaban de la falta de representación de los estadounidenses de origen asiático en las películas y por ser queer.
En la escuela, se dedicó a actividades artísticas que incluyeron artes visuales, ilustración, teatro, coro y danza. Sin embargo, una maestra de séptimo grado le recomendó que considerara estudiar cine. Más tarde fue a la Universidad del Sur de California y, durante sus estudios, escribió y dirigió seis cortometrajes sobre temas sociales y políticos, incluida la atención de la salud mental, el matrimonio homosexual y tiroteos escolares. Se graduó con una licenciatura en producción cinematográfica en 2008.

## Carrera

### Carrera temprana
Después de la universidad, Yang hizo un trabajo independiente produciendo videos musicales y escribiendo y filmando comerciales durante cinco años.

### BuzzFeed
En 2013, comenzó a trabajar para la rama de video de la compañía de medios de Internet BuzzFeed, por recomendación de un colega que vio su potencial en la creación de videos de formato corto. Se le dio control libre sobre las producciones de video experimentales y la exploración de nuevos modos de narración.
Algunos de sus trabajos se centraron en estereotipos, problemas corporales e identidad asiático-estadounidense, produciendo If Disney Princes Were Real, que obtuvo más de 70 millones de visitas, y Women's Ideal Body Types Through History, que fue visto más de 40 millones de veces y sigue siendo uno de los más vistos de Buzzfeed en YouTube. Según Glamour, "los videos de Yang funcionan porque son riffs divertidos con un mensaje en todos los puntos de referencia culturales estadounidenses, como la escuela secundaria frente a la universidad, los momentos privados incómodos y la tenencia de mascotas. Pero tampoco tiene miedo de abordar los problemas relacionados con la raza, especialmente cuando se trata de la comunidad asiático-estadounidense".

### The Try Guys
La reacción a algunos de sus primeros trabajos fue positiva, particularmente por su franqueza y confiabilidad distintivas, lo que llevó a sketches más provocativos como The Try Guys, que se estableció en Buzzfeed en 2014, junto con sus coprotagonistas Ned Fulmer (ex Try Guy), Keith Habersberger y Zach Kornfeld. El programa es una mezcla de comentarios sociales y humor que representa escenarios como hombres que sufren dolores de parto y un control de cáncer de próstata en el consultorio de un médico. Inicialmente, el elenco dudaba en salir de detrás de la cámara ya que tenían una experiencia limitada como talentos, pero continuaron produciendo videos para el programa después de recibir comentarios positivos.
Yang se convirtió en un nombre reconocido en las redes sociales, asumiendo desafíos, como el primer episodio de la primera temporada, "Los chicos prueban la ropa interior femenina por primera vez". The New York Times lo consideró como la estrella revelación de The Try Guys.
El 16 de junio de 2018, él y el resto del elenco de The Try Guys anunciaron que habían dejado BuzzFeed y establecido 2nd Try LLC, una empresa que poseen y administran. The 2nd Try LLC obtuvo todos los derechos de la marca The Try Guys. Yang fue el primero de The Try Guys en dejar Buzzfeed, ya que su contrato venció antes que el de los demás integrantes del grupo.
El 4 de mayo de 2019, The Try Guys anunció que publicaría un libro llamado The Hidden Power of F*cking Up, que se publicó el 18 de junio de 2019 y se convirtió en un Best Seller del New York Times. En el mismo video, The Try Guys también anunciaron su gira que asumió un "tema de banda de rock de los 80" y su podcast que se llama "Try-Pod".
En octubre de 2020, The Try Guys respaldó la campaña presidencial de Joe Biden para 2020.
En septiembre de 2022, el coprotagonista de The Try Guys, Ned Fulmer, se vio envuelto en un escándalo al descubrirse su infidelidad con Alex Herring, una de sus empleadas. Poco después del suceso, The Try Guys anunció que Ned ya no trabajaba para ellos. The Try Guys lanzó un vídeo el 3 de octubre hablando de la situación.

### Televisión y cine
En 2019, Yang hizo una aparición especial en la comedia de situación de NBC Brooklyn Nine-Nine, interpretando a Theo Lorql.
En 2023 protagonizó la película animada de Netflix Nimona como Ambrosius Goldenloin.

### Novelas
Yang ha anunciado que su debut como escritor de ficción juvenil será una epopeya de fantasía queer de dos partes llamada The Unders, con el lanzamiento del primer libro programado para la primavera de 2024.

## Temas

### Representación asiático-estadounidense
Yang aboga por la igualdad, la representación y la diversidad en sus proyectos, abordando los problemas raciales que rodean la identidad asiático-estadounidense y la falta de interés en elegir a los hombres asiático-estadounidenses cuando el público está expuesto a roles secundarios desexualizados o compañeros de comedia.
La parodia del video de Buzzfeed, Momentos incómodos que solo los asiáticos entienden, en la que actuó, enumeraba una gran cantidad de estereotipos raciales y microagresiones diarias. Marcie Bianco escribió en su crítica: "Las microagresiones detalladas en este video de BuzzFeed no tienen que ver con el tamaño de la población asiática, sino que resaltan cómo las generalizaciones perpetúan los estereotipos. Tal vez a veces una taquigrafía útil, estas generalizaciones se convierten en estereotipos desagradables y limitantes que excluyen la posibilidad de que las personas se conozcan como individuos".
En otro video relacionado, If Asians Said the Stuff White People Say, en el que protagonizó junto con la escritora y comediante residente en Los Ángeles Jenny Yang, presentaba a estadounidenses de origen asiático haciendo preguntas y comentarios a personajes blancos que se consideraban incómodos para los asiáticos. americanos. En su reseña, Lauren Davidson escribió: "Ese es el primer estereotipo racista invertido en el último video de BuzzFeed Yellow, que muestra, con ese truco clásico de inversión de roles, cuán ridículo se ha vuelto el encasillamiento asiático".
El 17 de marzo de 2017, produjo Asian Men Re-Create Iconic Underwear Ads, que exploró el tema de los hombres asiáticos como sexualmente inferiores. El video recrea anuncios icónicos de ropa interior utilizando modelos masculinos asiáticos promedio.

### LGBTQ
Yang es el único miembro abiertamente gay entre el elenco de The Try Guys, que también produjo videos con temas LGBTQ como el episodio 3 de la temporada 1 , The Try Guys Try Drag for the First Time. El 31 de octubre de 2018, publicó el video My Dad's First Drag Show (Featuring Kim Chi), donde adoptó un enfoque similar para explorar la cultura drag al invitar a su padre y su madrastra a un espectáculo drag. Yang ha adoptado el personaje de drag queen llamado Cheyenne Pepper, y Mayhem Miller de la temporada 10 de RuPaul's Drag Race es la madre drag de Pepper.
También fue productor ejecutivo y presentador de la serie de videos de cinco partes Queer Prom de Buzzfeed que documentó el viaje de ocho estudiantes de último año de secundaria que asistieron al primer baile de graduación con temática LGBTQ de la compañía junto con otros estudiantes.
El 11 de octubre de 2018, conmemorado como el 30.º año del Día Nacional de la Salir del Clóset, se hizo cargo del sitio web del grupo de defensa Human Rights Campaign, compartiendo públicamente su experiencia al crecer como un joven queer y abogando por la representación LGBTQ en los medios. Además, colaboró con The Trevor Project, una organización de prevención del suicidio LGBTQ sin fines de lucro, para crear conciencia sobre la incidencia del suicidio entre los jóvenes LGBTQ e invitar a voluntarios en el video Eugene Volunteers at the Trevor Project, que se publicó el 3 de diciembre. 2018.
Anteriormente se refirió a sí mismo como "queer" y "LGBT". Sin embargo, el 15 de junio de 2019, Yang se declaró explícitamente gay en un video musical. Dos días después, Yang lanzó un video adjunto que documenta la creación del video, sus sentimientos y sus pensamientos sobre su proceso de salida del armario.

## Vida personal
El 15 de junio de 2019, Yang se declaró gay en un video de YouTube que ha donado más de $150 000 a The Trevor Project. Desde 2012, ha estado en una relación con Matthew McLean.
En julio de 2022, Yang organizó una recaudación de fondos con Beto O'Rourke, candidato a gobernador en Texas.

## Filmografía

### Películas
| Año  | Título         | Papel                      | Notas              | Ref.   |
| ---- | -------------- | -------------------------- | ------------------ | ------ |
| 2014 | Comfort Girls  | N/A                        | Director; escritor | [ 43 ] |
| 2020 | Behind the Try | Él mismo                   |                    | [ 44 ] |
| 2023 | Nimona         | Ambrosius Goldenloin (voz) |                    | [ 45 ] |
| TBD  | Spring Bloom † |                            | Posproducción      |        |

### Televisión
| Año  | Título                               | Papel      | Notas                                  | Ref.   |
| ---- | ------------------------------------ | ---------- | -------------------------------------- | ------ |
| 2019 | Brooklyn Nine-Nine                   | Theo Lorql | 1 episodio; "Four Movements"           | [ 20 ] |
| 2022 | No Recipe Roadtrip with The Try Guys | Él mismo   | Escritor                               | [ 46 ] |
| 2023 | Star Wars: Visions                   | Toul (voz) | 1 episodio; "Journey to the Dark Head" | [ 47 ] |